# Peritiba
Peritiba é um município brasileiro do Estado de Santa Catarina. Localiza-se a uma latitude 27º22'23" sul e a uma longitude 51º54'14" oeste, estando a uma altitude de 450 metros. Sua população estimada em 2024 era de 2992 habitantes.
Possui uma área de 96,881 km².

## Toponímia
Peritiba é vocábulo indígena que significa juncal, "lugar onde há muito junco". Do tupi pery: junco, uma planta herbácea que habita terrenos úmidos; e tyba: grande quantidade, abundância.

## História
O município de Peritiba teve sua origem com terras que eram adquiridas da Companhia Müller & Shen, e pertenciam ao município de Cruzeiro do Sul, hoje Joaçaba.
Os primeiros imigrantes alemães chegaram em 1919, iniciando a colonização, oriundos de Poço das Antas (atual Montenegro) no Rio Grande do Sul; os imigrantes italianos chegaram mais tarde.
Inicialmente chamou-se Arroio dos Veados e, posteriormente, Alto Veado, pela abundância de veados que ali existiam.
Peritiba foi elevada a categoria de vila e transformada num distrito do município de Piratuba pela lei nº 728, de 24 de junho de 1961. A instalação do distrito ocorreu no dia 15 de agosto de 1961, sendo nomeado como primeiro intendente o senhor Magnus Leopoldo Kerber.
Conseguiu sua emancipação político-administrativa e foi elevada a categoria de cidade pela Lei Estadual nº 887, de 14 de junho de 1963, de acordo com a resolução 1/63 de 20 de abril de 1963 da Câmara Municipal de Piratuba. A instalação do município ocorreu no dia 15 de agosto de 1963.

## Línguas regionais
Dado o histórico de colonização da região por pioneiros riograndenses teutófonos, o dialeto alemão predominante em Peritiba é o Riograndenser Hunsrückisch.
O idioma talian também foi introduzido ao município por famílias de colonos oriundos do estado do Rio Grande do Sul.

## Economia
Peritiba tem como base principal da economia o setor primário através da agropecuária, com destaque para a suinocultura, seguida pela produção de milho, bovinocultura de leite, avicultura e corte, feijão e apicultura; com menor expressão aparecem as culturas de soja, arroz, mandioca, fumo e trigo.
Toda a produção de Peritiba distribui-se em 499 famílias rurais, onde predominam as pequenas propriedades, com uma média de 20,16 hectares por propriedade.

## Relevo
O relevo é bastante acidentado, com morros mais ou menos altos e áreas planas no alto e nas baixadas próximas aos rios e riachos. Isto, associado a pedregosidade, dificulta a mecanização.
Os solos da região tiveram sua origem na era mesozoica e, predominantemente, pertencem ao tipo cambissolo eutrófico distrófico e litólico eutrófico. Apresentam grande aptidão agrícola e, quando recuperados, respondem muito bem à adubação.

## Prefeitos de Peritiba[9]

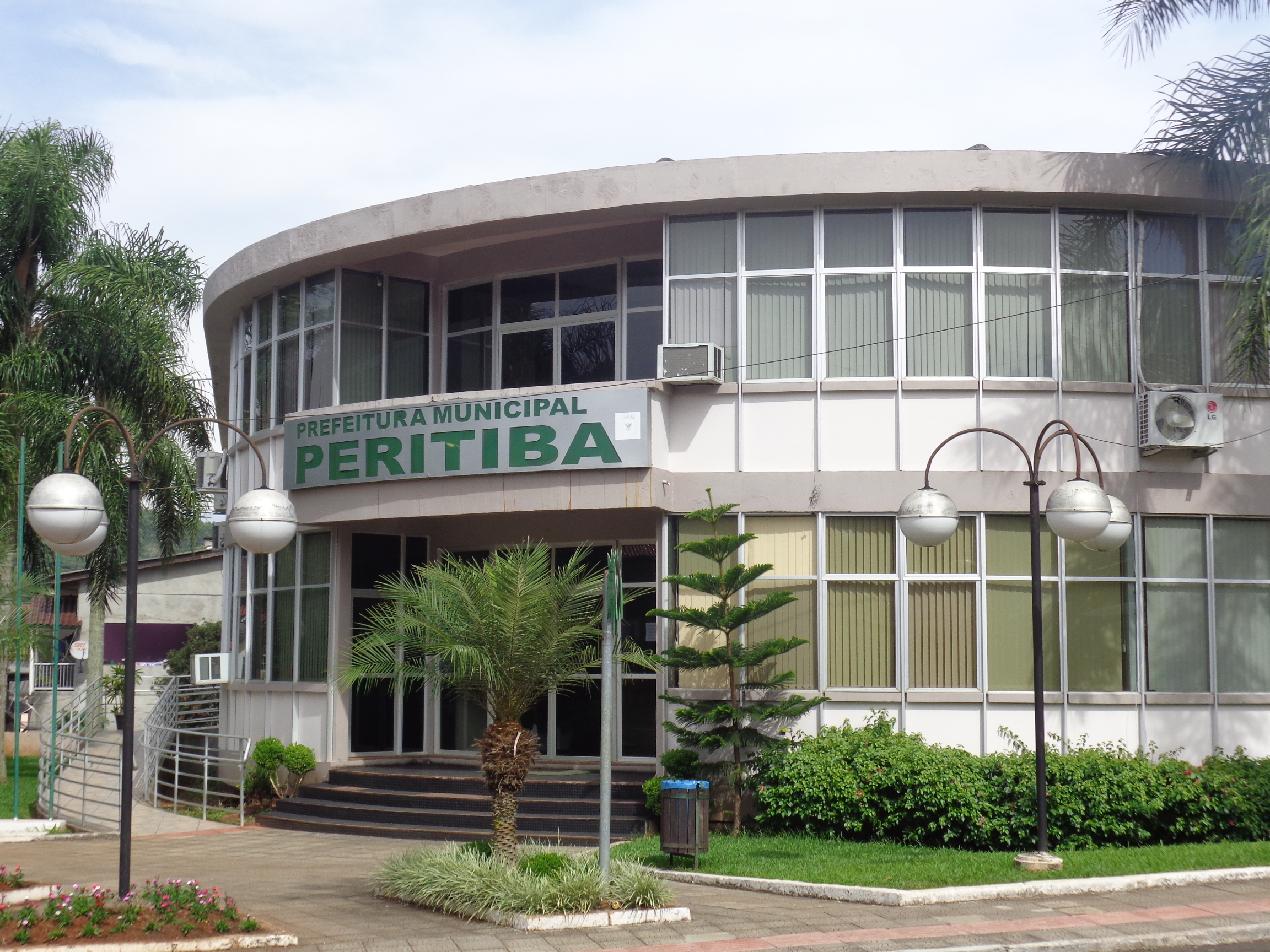
Prédio da prefeitura de Peritiba

- Raymundo Acapitus Ely, de 15 de agosto de 1963 a 24 de novembro de 1963
- Antonio Dealmo Hermes, de 25 de novembro de 1963 a 31 de janeiro de 1969
- Arnildo Simon, de 1 de fevereiro de 1969 a 31 de janeiro de 1973
- Almiro Muller, de 1 de fevereiro de 1973 a 31 de janeiro de 1977
- Arnildo Simon, de 1 de fevereiro de 1977 a 31 de janeiro de 1983
- Hercílio Luiz Debastiani, de 1 de fevereiro de 1983 a 31 de dezembro de 1988
- Leonesto Cavasin, de 1 de janeiro de 1989 a 31 de dezembro de 1992
- Joares Alberto Pellicioli, de 1 de janeiro de 1993 a 31 de dezembro de 1996
- Tarcisio Reinaldo Bervian, de 1 de janeiro de 1997 a 31 de março de 2000
- Gilberto Luiz Dallegrave, de 1 de abril de 2000 a 31 de dezembro de 2000
- Joares Alberto Pellicioli, de 1 de janeiro de 2001 a 31 de dezembro de 2004
- Joares Alberto Pellicioli, de 1 de janeiro de 2005 a 31 de dezembro de 2008
- Tarcisio Reinaldo Bervian, de 1 de janeiro de 2009 a 31 de dezembro de 2012
- Neusa Klein Maraschini, de 1 de janeiro de 2013 a 31 de dezembro de 2016
- Neusa Klein Maraschini, de 1 de janeiro de 2017 a 31 de dezembro de 2020